# Île Christmas (Kiribati)
Ne doit pas être confondu avec île Christmas.
L’île Christmas ou Kiritimati (Christmas Island en anglais, Kiritimati en gilbertin) est un atoll du Sud de  l'océan Pacifique nord, appartenant à la république des Kiribati.

## Toponymie
Kiritimati est le nom écrit de l'île Christmas en gilbertin, langue locale. Il s'agit de la simple translittération de l'anglais Christmas (en français « Noël ») prononcée [kiɾismas]. Ce toponyme figure toutefois dans la constitution du 12 juillet 1979 comme une alternative graphique au nom anglais. L'usage local répandu est de l'écrire et de le prononcer comme en anglais, Christmas Island.
Ce nom est une référence au débarquement du navigateur James Cook sur l'île le 24 décembre 1777, lors de son troisième voyage.

## Géographie

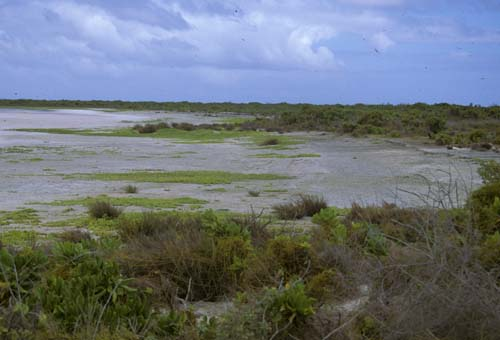
Paysage de l'intérieur de l'île.

L'île Christmas se situe à 187 km au nord de l'équateur terrestre, à 2 131 km au sud d'Honolulu, aux îles Hawaï, à 2 208 km à l'ouest-nord-ouest de Nuku Hiva (îles Marquises), à 2 285 km au nord-nord-ouest de Papeete (Tahiti), et 2 550 km au nord d'Avarua, la capitale des îles Cook. C'est le plus grand atoll au monde pour sa superficie terrestre avec 388 km2 soit 642 km2 de superficie, lagons inclus. L'île Christmas représente près de 70 % de la superficie des terres émergées des Kiribati. La colline de Joe, en anglais Joe's Hill, une dune d'une douzaine de mètres d'altitude, est le sommet le plus élevé de l'atoll.

## Démographie
L'atoll compte 6 447 habitants en 2015, à comparer aux 5 986 de 2010 et aux 5 115 de 2005, dont en 2005 : 4 864 I-Kiribati (Gilbertins), 170 métis et 81 étrangers, répartis en 1 016 foyers (taille moyenne des familles : 6,6 personnes).
Quatre villages concentrent la population de l'île : Ronton ou London (1 899 habitants en 2015), le chef-lieu, Tabwakea (ou Tabakea) (3 001 hab.), Banana (1 208 hab.) et Poland (339 hab.). Ce dernier village se dépeuple en raison de son isolement : 441 en 2010 et 550 en 2005.

## Histoire
Des traces archéologiques de passages polynésiens entre les îles Marquises et sans doute Hawaii ont été retrouvées sur l'île Christmas.
C'est sans doute le plus grand et le plus vieil atoll du monde pour sa surface terrestre, même si le lien entre la taille et l'ancienneté, considéré comme évident par les scientifiques du XIXe siècle, n'est qu'une théorie. Il est cité par Charles Darwin dans son étude sur les coraux.
Selon H. E. Maude, l'atoll est celui baptisé Acea par l'équipage mutin de Hernando de Grijalva en 1537 sur le San Juan, à deux degrés de latitude nord, nom qui peut être associé à celui d'Asie (et est précédé de l'article portugais « o » dans la relation d'António Galvano). Le géographe du roi Jean-Nicolas Buache l'identifie également à Acea dans ses Mémoires sur les découvertes à faire dans le Grand océan.
Redécouvert par James Cook la nuit de Noël 1777 (le 24 décembre), d'où son nom, il a été rattaché à la lointaine colonie des îles Gilbert et Ellice en 1919 mais a été revendiqué épisodiquement par les États-Unis jusqu'en 1979 (traité entre Kiribati et les États-Unis).
La toponymie de l'île est due pour l'essentiel au père Emmanuel Rougier, qui a loué l'atoll au Royaume-Uni entre les deux guerres et y a planté près de 800 000 cocotiers avant de mourir à Tahiti. Le village, désormais abandonné, où il résidait est toujours appelé Paris et au-delà de la Manche (Burgle Channel), se trouve encore London – initialement Londres – (le chef-lieu). Le directeur de la plantation était originaire de Pologne, d'où Poland.

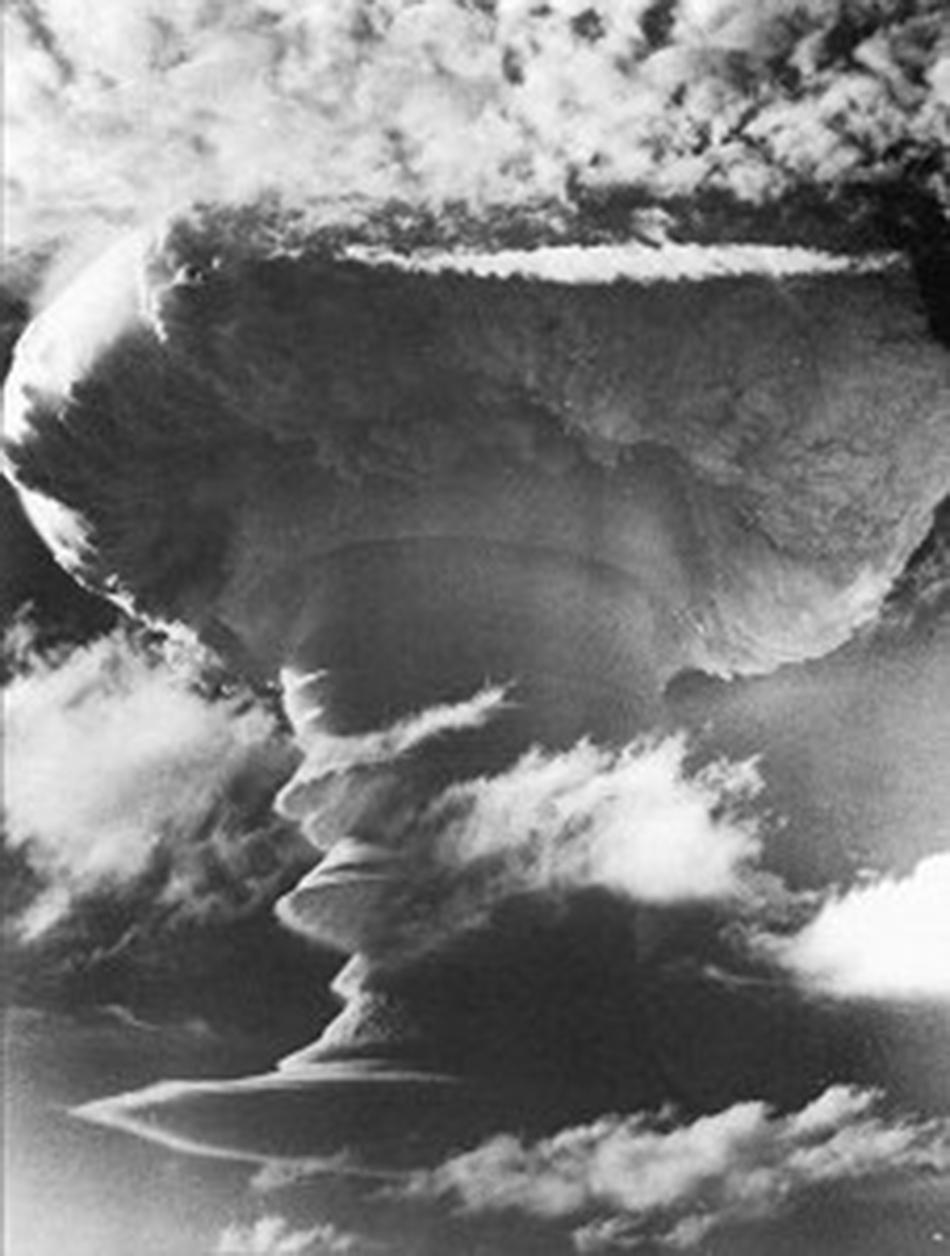
Première bombe thermonucléaire britannique lâchée à côté de l'île Christmas le 8 novembre 1957.

Entre 1957 et 1962, 30 explosions nucléaires ont eu lieu sur l'Île Christmas[réf. nécessaire], 6 menées par le Royaume-Uni dans le cadre de l'Opération Grapple et 24 menées par les États-Unis dans le cadre de l'Opération Dominic. À l’heure actuelle, les vétérans de l’île Christmas se plaignent de nombreux problèmes médicaux.
Le nom de Banana a été attribué par les troupes américano-britanniques lors des essais nucléaires. Banana, qui se trouve au-dessus de la lentille d'eau douce, devrait être déménagée sous peu. Tabwakea est un village récent qui est devenu la principale localité de l'atoll et la 3e de la République lors du recensement de 2015.

## Transport

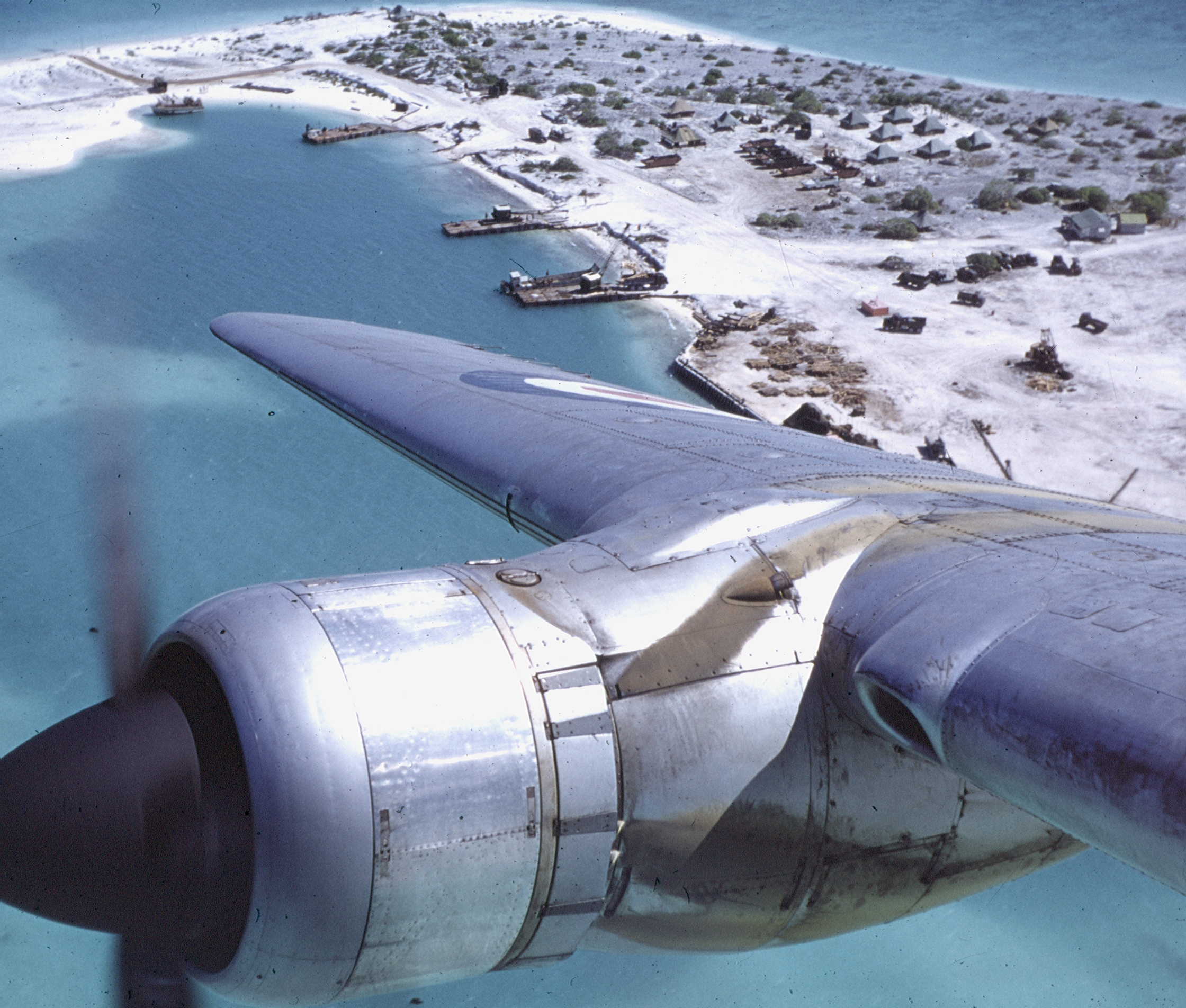
Un Handley Page Hastings survolant London en 1956.

L'aéroport international Cassidy (Code AITA : CXI ; code OACI : PLCH) de l'île Christmas est situé entre celui de Honolulu à Hawaii, soit à trois heures de vol environ par avion à réaction, et celui de Pago Pago, dans les Samoa américaines. Cet aéroport n'était plus relié que par des vols charters, assez aléatoires, depuis avril 2004. Des vols en partage de code avec Air Kiribati avec escale à l'île Christmas ont commencé en 2006 entre Nadi et Honolulu. Ils ont été interrompus en raison des mauvaises conditions de la piste par Air Pacific, le partenaire choisi. Des vols épisodiques ont été organisés auparavant par Asia Pacific Airlines à partir de Guam. Les vols d'Air Pacific ont repris en 2010 avec un vol hebdomadaire et peuvent être réservés sur leur site. Fiji Airways lui a succédé en 2014 toujours sur la base d'un vol hebdomadaire.
Une importante jetée a été construite par les Japonais, notamment au profit de l'Agence nationale de développement spatial du Japon, devenue depuis Agence d'exploration aérospatiale japonaise et qui envisageait d'y installer une base pour son projet, désormais abandonné, de navette spatiale Hope-X. Le ministère du développement du groupe des îles de la Ligne et des îles Phœnix est installé sur l'atoll, dans le village de London.

## Économie
Une partie de l'économie locale est représentée par la production de poissons pour aquarium, d'algues (en perte de vitesse depuis El Niño) et de coprah.
L'île compte un hôtel gouvernemental : le Capitaine-Cook. Le visa des Kiribati était obligatoire avant le débarquement, sauf pour les ressortissants du Commonwealth mais a été supprimé pour les ressortissants de l'Union européenne depuis 2008 , ce qui a été confirmé en 2016.

## Faune et flore

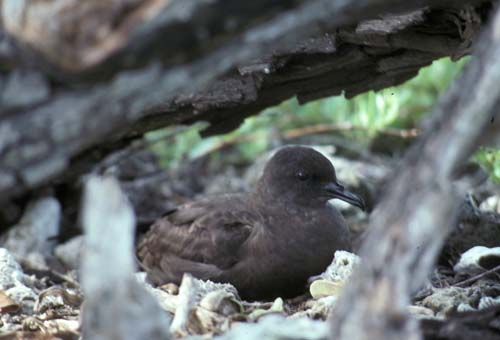
Avant 1983, ces oiseaux (Puffinus nativitatis) dominaient le ciel de l'ile Christmas dorénavant, ils demeurent présent mais en plus petit nombre.

La Rousserolle de la Ligne est le seul oiseau terrestre non éteint tandis que le Chevalier de Christmas a disparu depuis longtemps.
La flore est assez pauvre, comme la majorité des îles du Pacifique elle est composée de cocotiers ainsi que de pandanus et d'arbres à pain.
Tout cela s'explique par son éloignement des autres terres qui a empêché la colonisation par les animaux et les plantes.